# Famille Legardeur
La famille Legardeur ou Le Gardeur est une famille française originaire de Normandie. La branche québécoise est issue de la descendance de René Legardeur de Tilly.

## Histoire
Il s'agit de l'une des familles les plus illustres durant le Régime français au Canada.

## Personnalités
- René Legardeur de Tilly (Thury-Harcourt, vers 1557 - Lisieux, vers 1636)
  - Pierre Legardeur de Repentigny (Thury-Harcourt, vers 1600 - Océan Atlantique, 1648)
    - Jean-Baptiste Legardeur de Repentigny (Thury-Harcourt, 1632 - Montréal, 9 septembre 1709)
      - Pierre Legardeur de Repentigny (Québec, 10 mars 1657 - Montréal, 18 novembre 1736)
        - Jean-Baptiste Legardeur de Repentigny (Montréal, 15 juin 1695 - Pays-d'en-Haut, 26 septembre 1733)
          - Pierre-Jean-Baptiste-François-Xavier Legardeur de Repentigny (Montréal, 24 mai 1719 - Pondichéry, 26 mai 1776)
          - Louis Legardeur de Repentigny (Montréal, 5 août 1721 - Paris, 11 octobre 1786)

      - Jean-Paul Legardeur de Saint-Pierre (Québec, 3 octobre 1661 - Fort Chagouamigon, hiver 1722–1723)
        - Jacques Legardeur de Saint-Pierre (Montréal, 24 octobre 1701 - Lac George, 8 septembre 1755)

      - Augustin Le Gardeur de Courtemanche (Québec, 16 décembre 1663 - Fort Pontchartrain du Labrador, 29 juin 1717)
      - Charles Legardeur de Croisille (Boucherville, 23 avril 1677 - Trois-Rivières, 3 décembre 1749)
        - Joseph-Michel Legardeur de Croisille (Bécancour, 30 décembre 1716 - Pennsylvanie, vers 1776)

  - Marguerite Legardeur de Tilly (Thury-Harcourt, vers 1608 - vers 1677)
    - Jacques Leneuf de La Poterie (Caen, 7 novembre 1604 - Québec, 4 novembre 1687)
      - Michel Leneuf de La Vallière et de Beaubassin (Trois-Rivières, 31 octobre 1640 - Océan Atlantique, juillet 1705)

  - Charles Legardeur de Tilly (Thury-Harcourt, vers 1614 - Québec, 10 novembre 1695)
    - Pierre-Noël Legardeur de Tilly (Sillery, 24 décembre 1652 - Saint-Antoine-de-Tilly, 13 août 1720)
    - René Legardeur de Beauvais (Québec, 3 octobre 1660 - Montréal, 26 décembre 1742)